# Aéroport de Nador-Al Aroui
 (mars 2022).
Si vous disposez d'ouvrages ou d'articles de référence ou si vous connaissez des sites web de qualité traitant du thème abordé ici, merci de compléter l'article en donnant les références utiles à sa vérifiabilité et en les liant à la section « Notes et références ».
L'aéroport de Nador-Al Aroui (code IATA : NDR • code OACI : GMMW) est un aéroport international situé à environ 24 km au sud de Nador, dans la région du Rif Oriental (Nord-est du Maroc), sur le territoire de la commune d'Al Aroui. Il est géré par l'Office national des aéroports.
C'est le premier aéroport en nombre de passagers et trafics de tout l'Oriental Marocain, devant l'aéroport de Oujda-Angad.
En 2019, il s'agit du septième aéroport au Maroc quant au trafic.
L’aéroport de Nador a enregistré des résultats positifs pour le mois de janvier 2020 avec +5,23 %
L'aéroport est une base pour Air Arabia Maroc.

## Infrastructures et équipements
Nouveau terminal
- Superficie : 20 000 m2
- Capacité : 2 millions passagers par an

L'année 2009 a connu de lancement des travaux de dédoublement de la voie d'accès vers l'aéroport et l'installation d'un nouveau système d'éclairage, qui fait savoir qu'une certification des services rendus aux passagers et usagers suivant la norme ISO 9001 version 2008 est également prévue.
Equipements du nouveau terminal
- 22 comptoirs d’enregistrement

- Des écrans pour l’affichage des informations, dont : 
  - Hall public : 22 écrans de 43" au niveau des comptoirs d’enregistrement
    - 4 écrans de 49" (2 totems)
    - 1 écran 55" en mur d’image (4x3)

  - Hall d’embarquement international : 
    - 11 écrans de 43" au niveau de la porte d’embarquement
    - 5 écrans de 43" (3 totems)

  - Hall d’embarquement national : 
    - 3 écrans de 43" au niveau de la porte d’embarquement
    - 1 écran de 43" (1 totem)

  - Zone chargement bagages : 3 écrans de 43"

## Situation

### Carte des aéroports du Maroc
| \| 100 km1:10 004 000 \| Ouezzane Agadir Al Hoceima Meknès Béni Mellal Bouarfa Casablanca-Tit Mellil Casablanca-Mohammed V Errachidia Essaouira Fès Guelmim Ifrane Kénitra Khouribga Marrakech Nador Ouarzazate Oujda Rabat-Salé Tanger Zagora Tan-Tan Tarfaya Tétouan Benslimane Sidi Slimane Inezgane Ben Guerir Taroudant Taza |
| 100 km1:10 004 000 |

## Accès à l'aéroport
Un parking est à la disposition des voyageurs, avec une capacité de 300 voitures et un tarif forfaitaire de 7DH.
Une station de taxi se trouve en sortant de l'aérogare sur la droite.
Depuis le 23 Juin 2023, la compagnie de transport urbain Vectalia desserte par bus depuis le Terminal de l'aéroport de Al Aroui à destination de Nador.
Ligne 23 (AIRBUS)
Des départs toutes les heures de 08h00 à 22h00

## Trafic

### En graphique
Pour des raisons techniques, il est temporairement impossible d'afficher le graphique qui aurait dû être présenté ici.

Voir la requête brute et les sources sur Wikidata.

### En tableau
| 2004            | 2005            | 2006              | 2007              | 2008              | 2009              | 2010              | 2011              | 2012             | 2013             | 2014             | 2015             | 2016             | 2017              | 2018             | 2019             |
| --------------- | --------------- | ----------------- | ----------------- | ----------------- | ----------------- | ----------------- | ----------------- | ---------------- | ---------------- | ---------------- | ---------------- | ---------------- | ----------------- | ---------------- | ---------------- |
| 89 287 · 9,41 % | 94 380 · 5,70 % | 110 589 · 17,17 % | 171 239 · 54,84 % | 215 045 · 25,58 % | 307 483 · 42,99 % | 442 508 · 43,30 % | 572 388 · 29,45 % | 602 426 · 5,25 % | 611 888 · 1,57 % | 604 013 · 1,29 % | 602 764 · 0,21 % | 640 122 · 6,20 % | 705 276 · 10,18 % | 710 559 · 0,51 % | 772 371 · 8,68 % |

## Compagnies aériennes et destinations
| Compagnies               | Destinations |
| ------------------------ | --- |
| Air Arabia Maroc         | - Amsterdam, - Barcelone-El Prat, - Bruxelles-National, - Cologne/Bonn-K. Adenauer, - Montpellier-Méditerranée, - Palma de Majorque, - Strasbourg, - Tanger En saison : Francfort-Hahn, Madrid-Barajas |
| Air Horizont             | En saison charter : Porto-F. Sá-Carneiro |
| Azores Airlines          | En saison charter : Lisbonne-H. Delgado |
| Brussels Airlines        | En saison : Bruxelles-National |
| Corendon Airlines Europe | En saison : Cologne/Bonn-K. Adenauer, Düsseldorf |
| Eurowings                | En saison : Cologne/Bonn-K. Adenauer, Düsseldorf, Hambourg-H.-Schmidt |
| Iberia Regional          | En saison : Alicante-Elche, Madrid-Barajas, Malaga-Costa del Sol, Palma de Majorque |
| Royal Air Maroc          | Amsterdam, Bruxelles-National, Casablanca-Mohammed-V, Tanger En saison : Barcelone-El Prat, Düsseldorf, Francfort, Madrid-Barajas, Paris-Orly                                                          |
| Ryanair                  | - Barcelone-El Prat, - Charleroi Bruxelles-Sud, - Francfort-Hahn, - Madrid-Barajas, - Malaga-Costa del Sol, - Marseille-Provence, - Palma de Majorque, - Paris-Beauvais, - Toulouse-Blagnac, - Weeze   |
| Transavia                | Rotterdam-La Haye |
| Transavia France         | Paris-Orly |
| TUI fly Belgium          | Anvers, Charleroi Bruxelles-Sud, Lille Lesquin En saison : Bruxelles-National |
| TUI fly Netherlands      | Eindhoven |

Édité le 30/01/2020  Actualisé le 2/08/2023

## Avions desservant l'aéroport de Nador
- Boeing 787
- Airbus A320
- Boeing 737-800 , 737-700.
- ATR 72-600
- Embraer E 190